# Bolesław Malcz
Bolesław Malcz (ur. 1 marca 1873 w Olszowie, zm. 12 czerwca 1927 tamże) – ziemianin, członek Rady Stanu Królestwa Polskiego 1918.

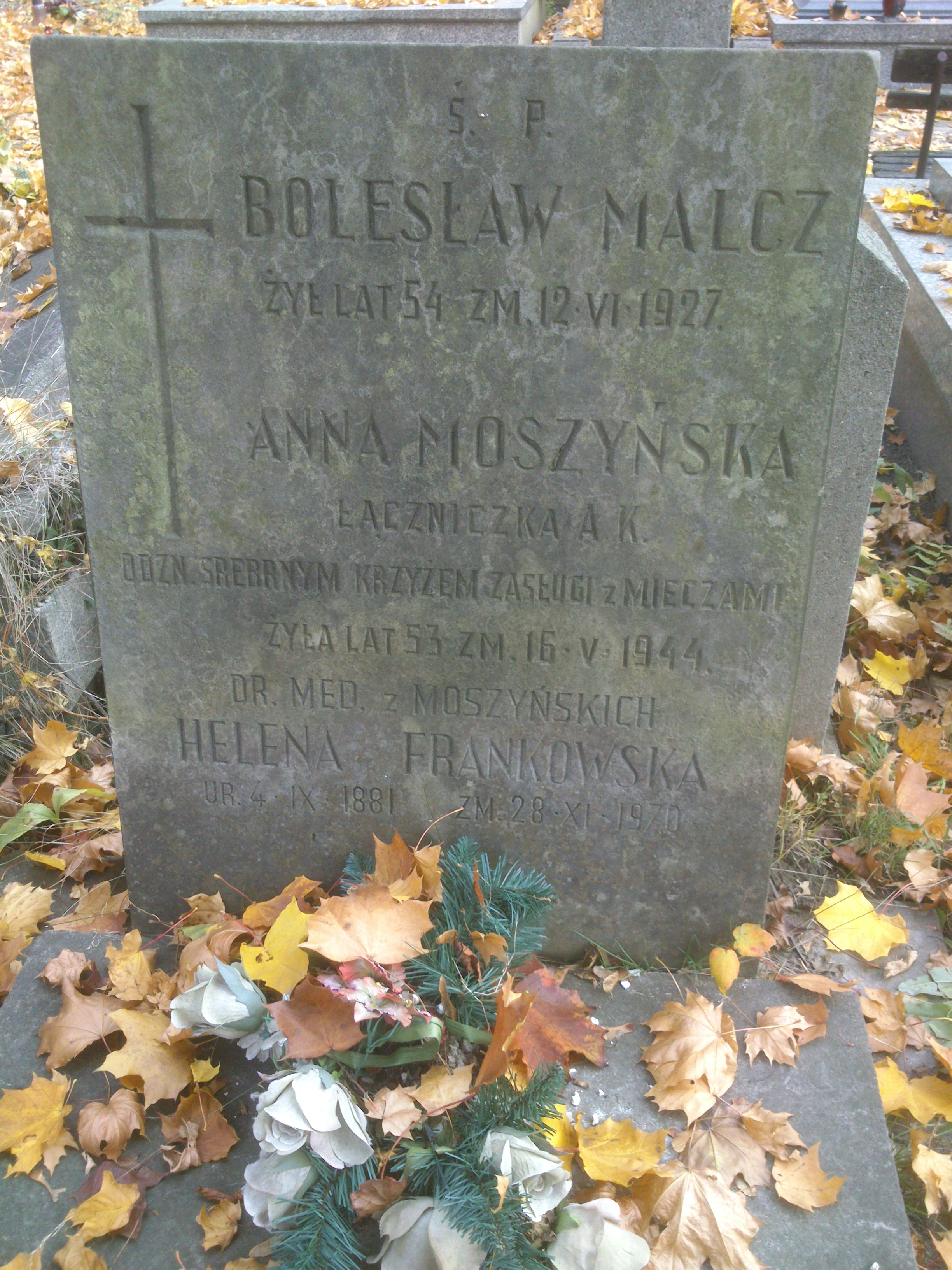
Nagrobek Bolesława Malcza na Powązkach

## Życiorys
Był wnukiem znanego lekarza i społecznika warszawskiego Wilhelma Malcza, synem Juliana Szczesława Malcza (1833-1902), sędziego gminnego i Marii Krystyny Glinka-Janczewskiej, córki Kazimierza Glinka-Janczewskego (1850-1928), byłego naczelnika lasów Królestwa Polskiego. Bratem Bolesława był podporucznik bajończyków Lucjan Malcz. 
Żonaty (ślub 19 X 1906) z Leonią Zofią Wandą Moszyńską (1884–1964). Mieli troje dzieci Stanisława, Elżbietę (w przyszłości Elżbietę Malcz-Klewin – malarkę, studentkę ASP w Warszawie) i Zbigniewa. 
Od roku 1911 był po ojcu właścicielem majątku ziemskiego Olszowa, w którym od 1909 r. prowadził krochmalnię a później gorzelnię i młyn parowy. Był działaczem społecznym. W roku 1900 był współzałożycielem piotrkowskiej spółki rolnej. Na początku 1906 r. za dyktowanie uchwały gminy Łazisko w okresie stanu wojennego 1905 r. w guberni piotrkowskiej został skazany na 3 miesiące więzienia. 
W kwietniu 1906 w wyborach do Dumy Państwowej Imperium Rosyjskiego został wybrany elektorem guberni piotrkowskiej z listy Stronnictwa Demokratyczno-Narodowego.  
W 1916 r. był członkiem Łódzkiej Okręgowej Rady Opiekuńczej. W 1918 został wybrany do Rady Stanu Królestwa Polskiego gdzie był zaliczany do pasywistów. W 1919 kandydował w wyborach do Sejmu Ustawodawczego z okręgu nr 13 (powiaty łódzki, brzeziński i łaski). Został zastępcą posła Błażeja Stolarskiego. W okresie od 9 grudnia 1917 do 1925 pełnił funkcję prezesa Straży Pożarnej w Ujeździe. Na rok przed śmiercią ofiarował na cele społeczne 1 morgę ziemi, na której wzniesiono szkołę powszechną we wsi Olszowa.
Jest pochowany na cmentarzu Powązkowskim (kwatera 63-2-28).